# Waldenir Bragança
Waldenir de Bragança (Araruama, 17 de julho de 1931) é um médico, advogado, professor, escritor, acadêmico e fundador de diversas instituições como a Academia de Medicina do Estado do Rio de Janeiro,  Academia Brasileira Rotária de Letras, Univerti (Universidade Aberta da Terceira Idade) entre outras. 
Estudou o primário no Grupo Escolar Aníbal Benévolo, o secundário no Colégio Brasil e formou-se em Medicina em 1956 pela Universidade Federal Fluminense (UFF), tendo posteriormente atuado como professor titular da Faculdade de Medicina e Escola de Serviço Social da UFF de 1959 até 1996.
Casou-se em 1/09/1956 com Maria Eliza Ranzeiro de Bragança com quem  teve cinco filhos: Fernando, Célia Regina, Ana Lúcia, Luiz Antônio e Silvia Helena, sendo que três deles seguiram o mesmo caminho paterno pela medicina.
Atuou como médico sanitarista no Ministério da Saúde de 1957 até 1975, sendo designado pela instituição para fazer o primeiro levantamento das condições de saúde da nova Capital, Brasília em 1961. Foi presidente da Academia de Medicina do Estado do Rio de Janeiro - ACAMERJ de 1986 até 1988; presidente da Associação Médica Fluminense - AMF de 1968 até 1971, em sua gestão foi construída e instalada a sede permanente da instituição, a Casa do Médico Fluminense, foi presidente da Associação Fluminense de Reabilitação de 1972 até 1974.
Assumiu entre 1974 e 1975 a Secretaria de Saúde e Assistência de Niterói acumulando nesse mesmo período a presidência do Rotary Club de Niterói-Norte. Foi eleito deputado estadual do Rio de Janeiro de 1978 até 1982 e posteriormente foi eleito prefeito de Niterói exercendo este mandato no período de 1983 a 1988.
Foi presidente da Federação Brasileira de Academias de Medicina de 1998 até 2000 e posteriormente formou-se em advocacia pela Faculdade de Direito da UNIVERSO em 2001.
Presidiu a Academia Fluminense de Letras - AFL de 2011 a 2022, ocupando tão importante posição no ano do centenário desta academia sediada na cidade de Niterói (2017).
Eleito o Intelectual do Ano Fluminense em 2011 e neste mesmo ano foi o relator do Memorial para Oficialização do Idioma Português na ONU, levado à sede da organização, em Nova York, em 27 de maio de 2011.
Autor das publicações: "Terceiridade", "Marketing Social - Relevância e Resultados", "A Origem do Ensino Médico no Brasil", "O Brasil na OMS Através de Marcolino Candau"; co-autor de "Aborto e o Direito à Vida" (Prêmio Genival Londres pela Academia Nacional de Medicina) entre outras . 
 Agraciado com a "Medalha Hipócrates" pela Federação Nacional de História da Medicina e Ciências, "Medalha do Mérito" pelo Instituto Hahnemanniano do Brasil,"Medalha Amicitio" pelo Lions Club International, "Comenda" da Ordem Internacional dos Jornalistas, "Ordem do Mérito Judiciário" pelo Tribunal de Justiça do Estado do Rio de Janeiro, "Medalha Tamandaré" pela Marinha de Guerra do Brasil, "Medalha do Pacificador" pelo Ministério do Exército, "Medalha Tiradentes" pela Assembléia Legislativa do Estado do Rio de Janeiro, "Medalha Carlos Chagas" pela Academia de Medicina de Minas Gerais, "Medalha José Clemente" e "Medalha Escritor José Cândido de Carvalho" pela Câmara Municipal de Niterói, "Grã-Cruz da Ordem do Mérito Arariboia" pela Prefeitura Municipal de Niterói, entre outras.
É Cidadão Honorário de Niterói, Vassouras, Nilópolis, Santo Antônio de Pádua, Rio Claro, Magé e Itaperuna.
Presidiu e organizou congressos, jornadas, seminários médicos e culturais e participou de vários eventos nacionais e internacionais sobre Medicina, Saúde e Bem-Estar Social.
É associado ao Rotary Club de Niterói desde 1971, tendo sido seu Presidente no período 1973-194 e Governador do Distrito 4750 de Rotary International em 2001-2002.
Em 2017 organizou o I Congresso Brasileiro das Academias de Letras realizado entre 20 e 22 de julho de 2017 cujo tema “Educação, Cultura e Ética.” reuniu cerca de 150 participantes representando as diversas Academias do país. Ao final do evento foi formulada a Carta de Educação, Cultura e Ética de Niterói com várias proposições para valorização da língua portuguesa.
Waldenir Bragança foi um político brasileiro, prefeito da cidade de Niterói de 1983 a 1988., médico, acadêmico, escritor, colaborador do Rotary Club Internacional em Niterói e presidente do Conselho Deliberativo (no triênio 2006-2009) da Associação Brasileira de Municípios (ABM). É considerado um dos melhores prefeitos que já administrou o município de Niterói, em face dos êxitos alcançados em situação de penúria financeira e atraso estrutural.